# Kōbayashi-Ryū
 (octobre 2009).
Si vous disposez d'ouvrages ou d'articles de référence ou si vous connaissez des sites web de qualité traitant du thème abordé ici, merci de compléter l'article en donnant les références utiles à sa vérifiabilité et en les liant à la section « Notes et références ».

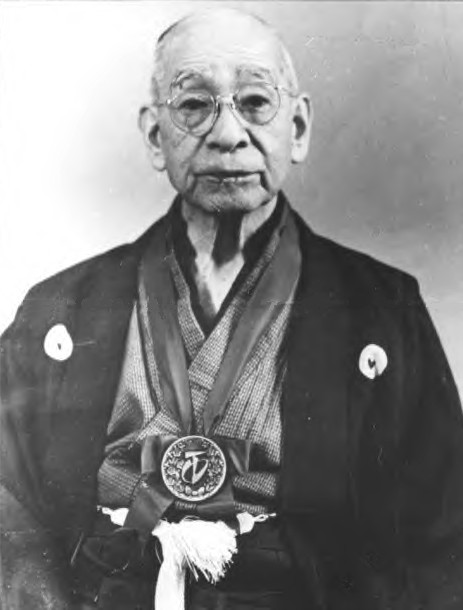
Chibana Shōshin.

Kōbayashi-Ryū ou Kōbayashi - Shōrin-Ryū est une école de karaté créée par Chibana Shōshin (1885-1969) un des maîtres d'arts martiaux okinawaïen, qui a l'âge de 15 ans, fut le disciple de Ankō Itosu jusqu'à la mort de celui-ci, dont il se réclame le successeur.

## Histoire
En 1920 il ouvre un dōjō à Shuri et nomme son style Kōbayashi - Shōrin-Ryū (小林 kobayashi).
Shorin est la transcription okinawaienne de Shaolin, et en conserve ses références à la Chine.
Kōbayashi est la transcription japonisante de Shaolin, selon l'usage japonais de l'époque (époque Meiji), où l'on gommait du langage toutes références à la Chine à cause du nationalisme japonais en général et de la récente guerre sino-japonaise perdue par le Japon.
Les deux transcriptions signifiant « petite forêt », Maître Chibana a tenu à accoler les deux termes, malgré la redondance, par respect pour ses maîtres, et aussi pour marquer son opposition (de manière pacifiste) au Japon, colonisateur d'Okinawa depuis 1609.
En 1956, il est le premier président de l'Okinawa Karaté-Do Renmei, association qui regroupe l'ensemble des styles de l'île.
Son école est donc celle du Shōrin-Ryū , dans la mesure où il ne modifie rien de l'enseignement reçu de son maître.
En Shōrin-Ryū, issu du Shuri-te, les techniques enseignées sont celles qui se disent les plus fidèles aux techniques originelles de l'art martial appelé aujourd'hui karaté.

## Katas
Les katas sont ceux enseignés par Ankō Itosu.
Les postures sont relativement hautes, par rapport aux postures plus basses des autres écoles, pour permettre des déplacements plus rapides, tant pour les esquives que pour les contre-attaques.
Les blocages sont faits en finesse, grâce à la rotation du poignet au moment de l'impact, qui fait levier sur le bras ou la jambe de l'attaquant. Cette technique, entre autres, si elle est correctement maîtrisée, permet à une personne relativement faible physiquement de faire face à des adversaires beaucoup plus forts, et de bloquer facilement leurs attaques, malgré la différence de force entre eux.

## Disciples
Ses principaux disciples furent  Yuchoku Higa, Shuguro Nakazato et Katsuya Miyahira, qui sont, eux aussi restés, dans leur méthodes de transmission, le plus fidèles possible à l'enseignement qu'ils ont reçu.